# Holger Zander
Holger Zander (Sankt Michaelisdonn, 24 de mayo de 1943) es un deportista alemán que compitió para la RFA en piragüismo en la modalidad de aguas tranquilas.
Participó en dos Juegos Olímpicos de Verano en los años 1964 y 1968, obteniendo una medalla de plata y otra de bronce en la edición de Tokio 1964. Ganó dos medallas en el Campeonato Mundial de Piragüismo en los años 1963 y 1966, y dos medallas en el Campeonato Europeo de Piragüismo en los años 1963 y 1967.

## Palmarés internacional
| Representando al Equipo Alemán Unificado |                       |                   |              |
| Juegos Olímpicos                         |                       |                   |              |
| Año                                      | Lugar                 | Medalla           | Evento       |
| 1964                                     | Tokio (Japón)         | Medalla de bronce | K2 1000 m    |
| 1964                                     | Tokio (Japón)         | Medalla de plata  | K4 1000 m    |
| Representando a la RFA                   |                       |                   |              |
| Campeonato Mundial                       |                       |                   |              |
| Año                                      | Lugar                 | Medalla           | Evento       |
| 1963                                     | Jajce (Yugoslavia)    | Medalla de bronce | K2 500 m     |
| 1966                                     | Berlín Oriental (RDA) | Medalla de plata  | K2 500 m     |
| Campeonato Europeo                       |                       |                   |              |
| Año                                      | Lugar                 | Medalla           | Evento       |
| 1963                                     | Jajce (Yugoslavia)    | Medalla de bronce | K2 500 m     |
| 1967                                     | Duisburgo (RFA)       | Medalla de plata  | K1 4 × 500 m |